# Koolasuchus
Koolasuchus — викопний рід темноспондилів надродини Brachyopoidea родини Chigutisauridae. Останній відомий темноспондил, не враховуючи Lissamphibia, чиї зв'язки з цією групою диспутуються. Це був 3-метровий прісноводний хижак, що існував 125—120 мільйонів років тому, у баремсько-аптському періоді ранньої крейди. Жив він в Австралії, штат Вікторія, що гіпотетично могла бути розташованою південніше аніж тепер і мати відносно прохолодний сезонний клімат. Можливо, це дозволило амфібії уникати конкуренції з крокодилами так довго. Втім, приблизно з альбу місцевий клімат потеплішав і в геологічному літописі з'явилися крокодили, а темноспондили зникли.
Він відомий за кількома фрагментами черепа та іншими кістками, такими як хребці, ребра та плечові елементи. Типовий вид Koolasuchus cleelandi був названий у 1997 році.

## Історія дослідження

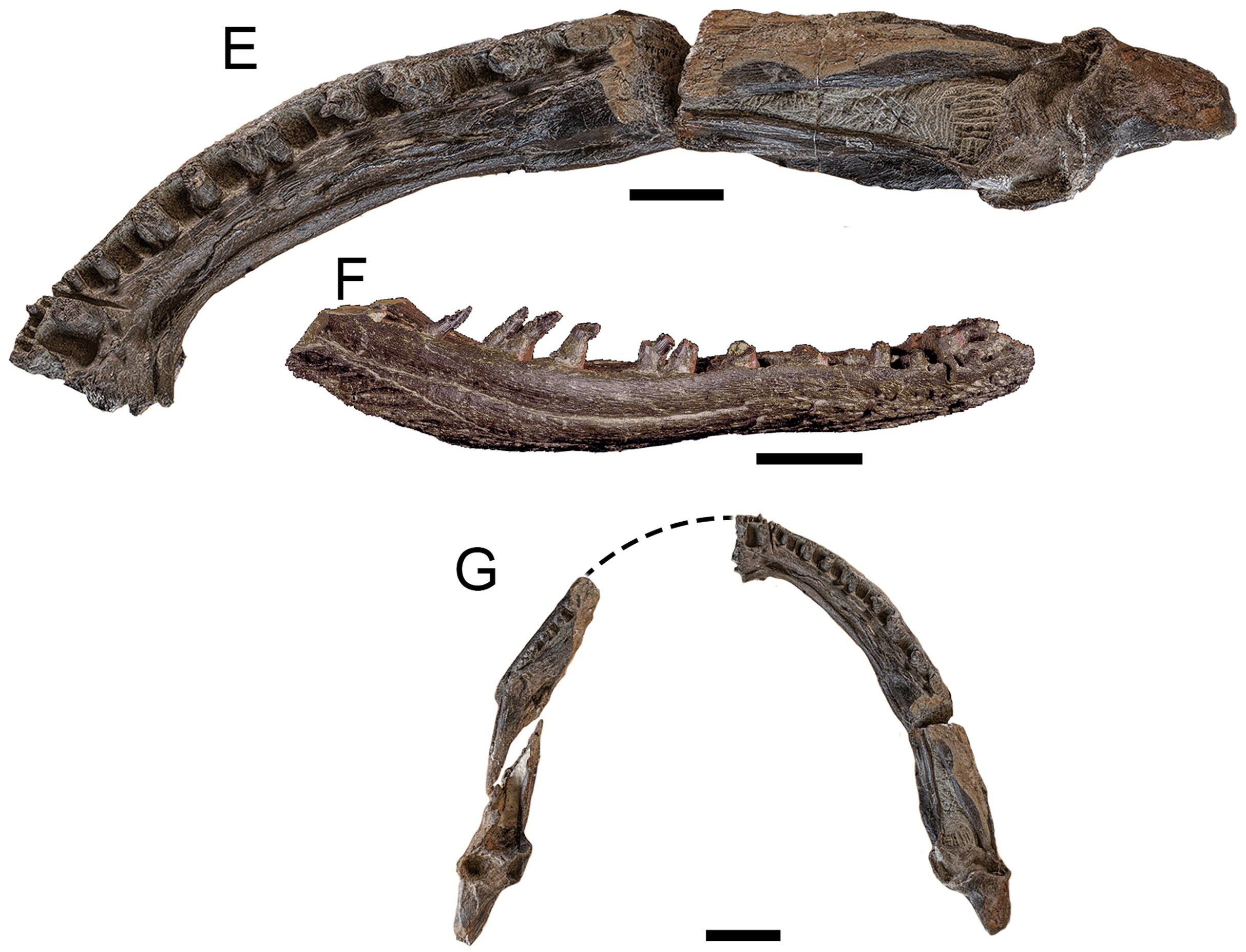
Щелепи голотипа

Найстаршою скам'янілістю темноспондилів, знайденою в групі Strzelecki, був NMV-PI56988, задній фрагмент щелепи, зібраний близько 1980 року. Фрагмент щелепи вперше згадується в публікації 1986 року Енн Уоррен (Anne Warren) і Р. Джуппа (R. Jupp), однак як темноспондила його тоді не класифікували. Зразок датувався ранньою крейдою і був набагато молодший за будь-який інший зразок темноспондила, відомий на той час.

## У культурі
Широкій публіці Koolasuchus відомий переважно завдяки появі в 5 епізоді серіалу «Прогулянки з динозаврами». 13 січня 2022 році його проголошено скам'янілістю-символом Вікторії, Австралія.

### Інші Chigutisauridae
- Arenaerpeton
- Compsocerops
- Keratobrachyops
- Pelorocephalus
- Siderops